# Leonardo Cordeiro
Leonardo Santos Cordeiro (São José dos Campos, 8 november 1989) is een Braziliaans autocoureur.

## Carrière

### Karten
Cordeiro maakte zijn kartdebuut in 2003. In 2004 en 2005 werd Cordeiro kampioen in de Petrobrás Smile Cup. In 2006 en 2007 werd hij tweede in het Braziliaanse Kartkampioenschap.

### Formule 3
Cordeiro begon zijn eenzitterscarrière in 2007 in de Formule 3 Sudamericana voor het team Lecor Sports, waar hij als 17e finishte met een podiumplaats op Interlagos.
Cordeiro bleef hier in 2008, maar stapte over naar Cesario Fórmula. Hij verbeterde zich en werd vijfde in de stand met een overwinning op Piriápolis.
In 2009 bleef Cordeiro in het kampioenschap, nog steeds voor Cesario Fórmula. Hij won tien van de achttien races en werd kampioen, 40 punten voor zijn naaste achtervolger Claudio Cantelli.

### GP3
In 2010 gaat Cordeiro in de GP3 Series rijden voor het team MW Arden, met als teambaas Formule 1-coureur Mark Webber, met als teamgenoten Michael Christensen en Miquel Monrás.

## GP3-resultaten
| Jaar | 1          | 2          | 3          | 4          | 5       | 6       | 7       | 8       | 9       | 10      | 11      | 12      | 13      | 14      | 15      | 16      | Rang | Punten |
| ---- | ---------- | ---------- | ---------- | ---------- | ------- | ------- | ------- | ------- | ------- | ------- | ------- | ------- | ------- | ------- | ------- | ------- | ---- | ------ |
| 2010 | ESP FEA 18 | ESP SPR 12 | TUR FEA 18 | TUR SPR 24 | VAL FEA | VAL SPR | GBR FEA | GBR SPR | GER FEA | GER SPR | HUN FEA | HUN SPR | BEL FEA | BEL SPR | ITA FEA | ITA SPR | 23*  | 0*     |

* Seizoen loopt nog.